# 少林寺 (上尾市)
少林寺（しょうりんじ）は、埼玉県上尾市西門前にある臨済宗円覚寺派の寺院である。

## 歴史
1288年（正応元年）の創建、開基は鎌倉幕府8代執権北条時宗夫人・覚山尼、開山は宋からの渡来僧・大休正念（円覚寺第二世）である。付近の西門前の地名は、当寺の門に由来する。創建当時、本堂の位置は寺の敷地は西側に広く、現在は芝川暗渠となっている埼玉県道87号上尾久喜線にかかる「坊ノ下橋」や国道17号久保交差点の南側は「五輪山」と呼ばれ、五輪塔があった。
1806年（文化3年）2月14日0時頃出火し、1753年（宝暦3年）に建立された山門と地蔵堂以外すべて灰となり、住職要道と召使庄蔵が焼死、8歳の小坊主は火の中から飛び出し無事だった。また、この火事で徳川家康から徳川家斉までの代々将軍から賜った朱印状のほとんどが箱とともに焼けてしまい、古刹としての記録、仏像や仏具類も焼失している。
1821年（文政4年）、本堂再建。江戸時代には寺子屋があり、1873年（明治6年）には上平小学校が開校した（現在は隣地にある）。また、1998年（平成10年）に大修築が行われた。

## 境内
- 鐘楼堂 - 嘉永年間に建立、2005年（平成17年）に解体し修理された。

## 文化財

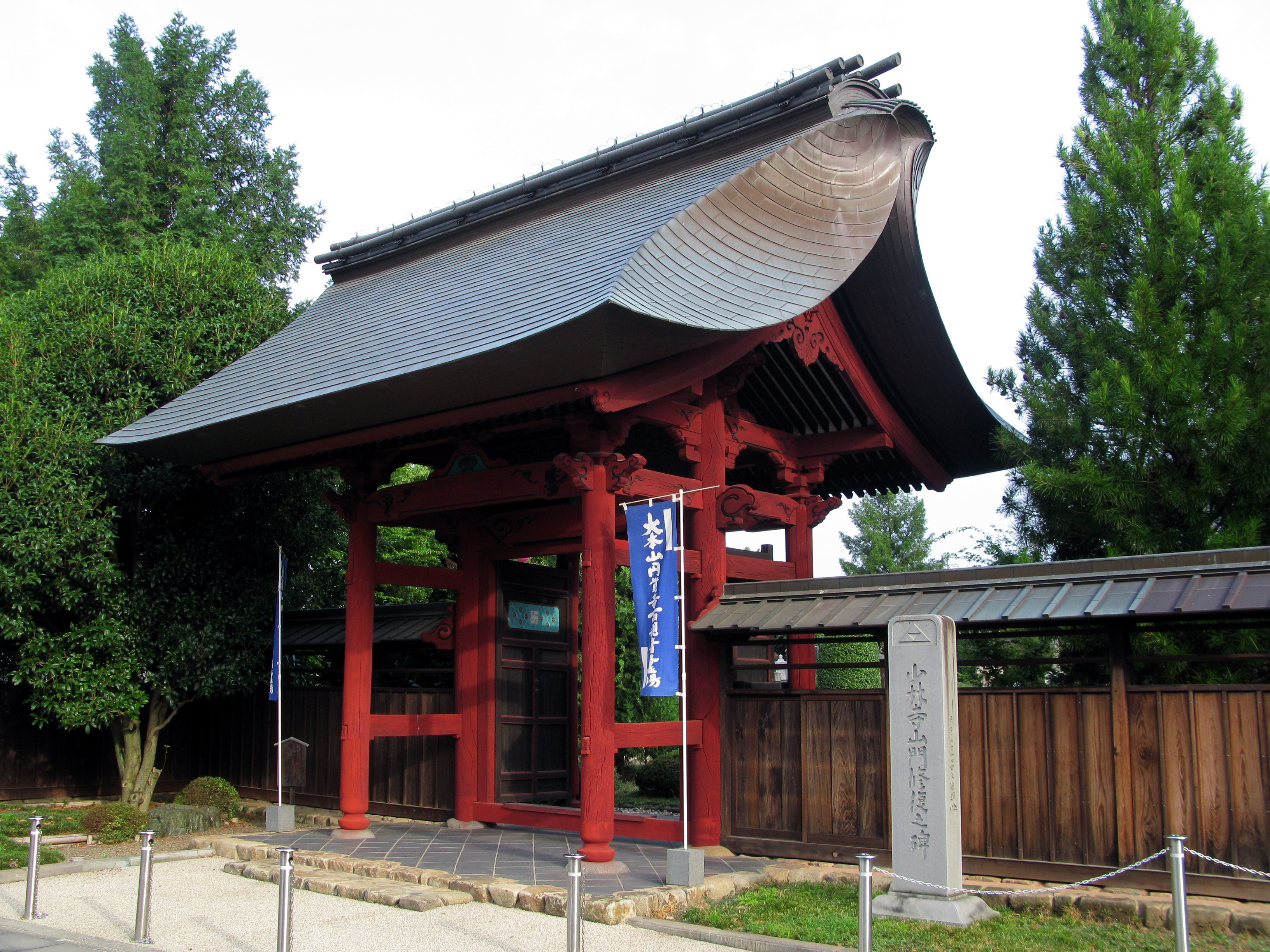
山門（2012年8月）

- 山門 - 切妻造四脚門。梁には宝暦3年（1753年）、礎石には寛文11年（1671年）の銘が記されている。

## 交通アクセス
鉄道・バス
- JR高崎線北上尾駅より徒歩20分。
- 上尾市循環バスぐるっとくん上平菅谷北上尾線および上平箕の木循環上平小学校入口下車徒歩1分、東西循環上平支所公民館入口徒歩1分。
- 朝日バス羽貫駅、伊奈総合高校行き上平支所前下車徒歩2分